# ثورا هرد
ثورا هرد (انگلیسی: Thora Hird؛ ‏ ۲۸ مهٔ ۱۹۱۱ – ۱۵ مارس ۲۰۰۳) بازیگر اهل بریتانیا بود. وی بین سال‌های ۱۹۳۱ تا ۲۰۰۲ میلادی فعالیت می‌کرد.
از فیلم‌ها یا برنامه‌های تلویزیونی که وی در آن نقش داشته‌است، می‌توان به شبگردها، شکلی از دوست داشتن، در انتهای دوران میانسالی، بازی بزرگ، هنرمند، توطئه‌چی، یک حرکت صحیح، همراهان خوب، نمایش امروز و پرده دو اشاره کرد.